# Човек из сенке
Човек из сенке (енгл. Vice) је америчка биографска драмедија филм из 2018. године редитеља и сценаристе Адама Макеја, док су продуценти филма Бред Пит, Диди Гарднер, Џереми Клајнер, Меган Елисон, Кевин Месик, Вил Ферел и Адам Макеј. Музику је компоновао Николас Брител.
Прича прати Дика Чејнија у жељи да постане познат као најмоћнији потпредседник америчке историје.
Насловну улогу тумачи Кристијан Бејл као потпредседник Сједињених Држава Дик Чејни, док су у осталим улогама Ејми Адамс, Стив Карел, Сем Роквел, Тајлер Пери, Алисон Пил, Лили Рејб, Бил Пулман и Џеси Племонс. Светска премијера филма је била одржана 25. децембра 2018. у Сједињеним Америчким Државама.
Буџет филма је износио 60 000 000 долара, а зарада од филма је 76 100 000 долара.
Филм је добио шест номинација за награду Златни глобус укључујући номинације за најбољи играни филм (мјузикл или комедија), за најбољег редитеља (Адам Макеј), најбољег главног глумца у играном филму (мјузикл или комедија) (Кристијан Бејл), најбољег споредног глумца у играном филму (Сем Роквел) и најбољу споредну глумицу у играном филму (Ејми Адамс), те је победио за најбољег главног глумца у играном филму (мјузикл или комедија) (Кристијан Бејл).
Такође, добио је и шест номинација за награду BAFTA укључујући номинације за најбољег глумца у главној улози (Кристијан Бејл), најбољег глумца у споредној улози (Сем Роквел) и најбољу глумицу у споредној улози (Ејми Адамс).
23. јануара 2019. године филм је добио осам номинација за награду Оскар укључујући номинације за најбољи филм, најбољег редитеља (Адам Макеј), најбољег глумца у главној улози (Кристијан Бејл), најбољег глумца у споредној улози (Сем Роквел) и најбољу глумицу у споредној улози (Ејми Адамс),

## Радња
Адам Макеј, добитник награде Оскар за филм Опклада века доноси биографску причу о бившем потпредседнику Сједињених Држава, Дику Чејнију кога игра Кристијан Бејл. Филм прати причу о Дику Чејнију — вашингтонском бирократи који је тихо постао један од најмоћнијих људи на свету и потпредседник у влади Џорџа Буша. 
Филм Човек из сенке прати педесет година Чејнијевог сложеног путовања од руралног Вајоминга где је радио као електричар до Вашингтона у којем је био де факто председник Сједињених Америчких Држава. Ради се о хумористичном, али и мрачном те често узнемирујућем погледу на употребу и злоупотребу институционалне моћи.

## Улоге
| Глумац         | Улога           |
| -------------- | --------------- |
| Кристијан Бејл | Дик Чејни       |
| Ејми Адамс     | Лини Чејни      |
| Стив Карел     | Доналд Рамсфелд |
| Сем Роквел     | Џорџ В. Буш     |
| Тајлер Пери    | Колин Пауел     |
| Алисон Пил     | Мери Чејни      |
| Лили Рејб      | Лиз Чејни       |
| Џеси Племонс   | наратор Курт    |
| Шеј Вигам      | Вејн Винсент    |
| Бил Камп       | Џералд Форд     |
| Кирк Бовил     | Хенри Кисинџер  |
| Џон Хилнер     | Џорџ Х. В. Буш  |